# François Bunel le Jeune
Pour les articles homonymes, voir Bunel.
François Bunel dit le Jeune, est un peintre français né vers 1552 et mort vers 1592

## Biographie

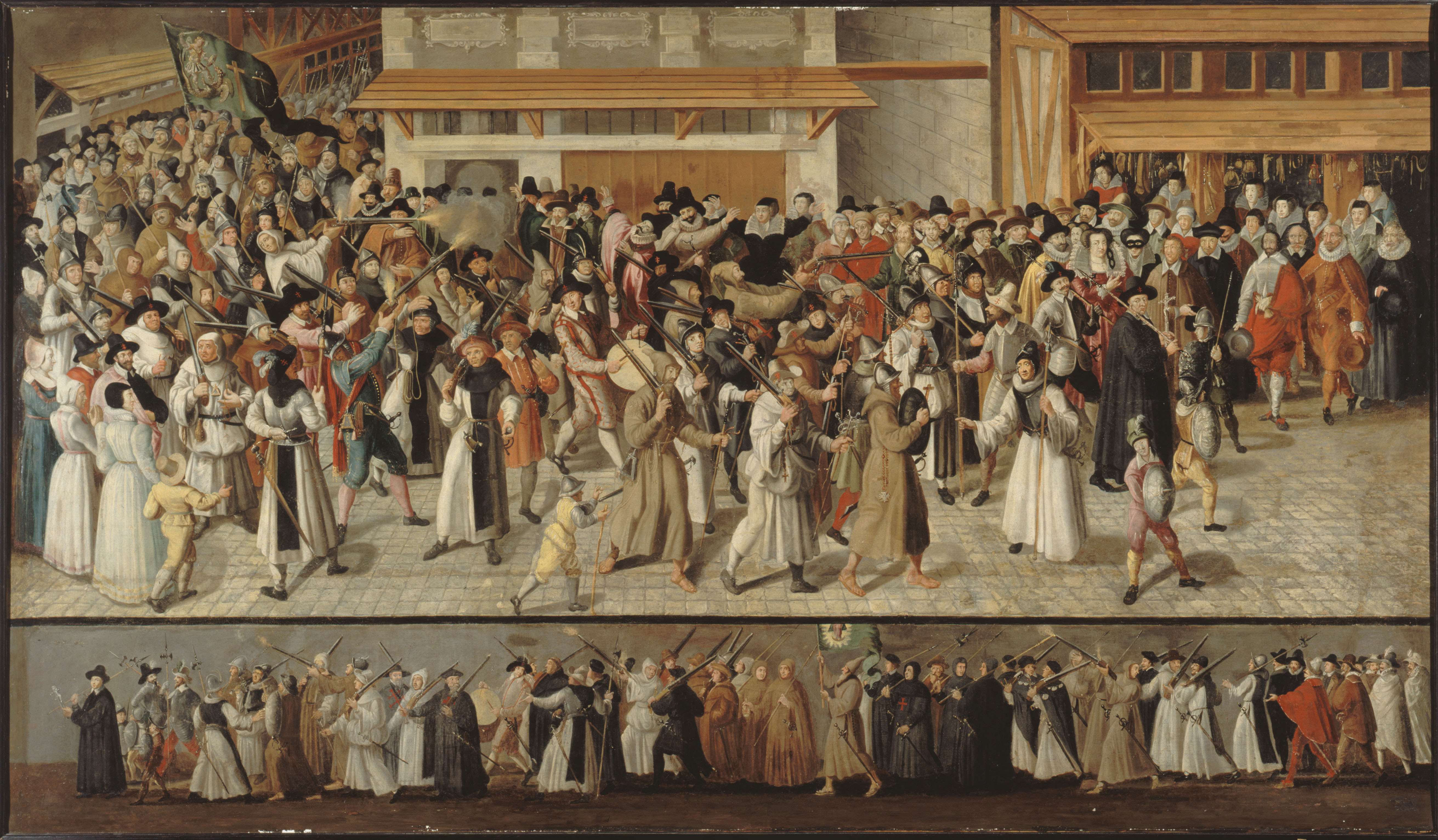
Procession de la Ligue dans l'île de la Cité
Attribué à François Bunel (1593)
Musée Carnavalet

François Bunel le Jeune est le fils de François Bunel (1525-avant 1580), peintre à Blois, et de Marie Gribbet. Il est également le frère de Jacob Bunel. 
Il s'est marié par contrat du 10 septembre 1580, à l'âge de 22 ans, en présence de sa mère, veuve, et de son oncle Philibert Bunel, passé à Tours avec Catherine Guillet, fille de l'orfèvre Louis Guillet et de Marie Benard. Il s'est alors installé à Tours.
Un acte du 28 décembre 1583 lui donne le titre de peintre et de valet de chambre du roi de Navarre. Cet acte mentionne qu'il a peint trois tableaux à l'huile pour le frère du roi. 
En 1590 il a peint un grand tableau pour l'entrée d'Henri IV à Tours.
Catherine Guillet est présentée dans plusieurs actes comme veuve de François Bunel, en 1599.
François Bunel a eu pour élèves Charles Errard l'Ancien (vers 1570-1630), originaire de Bressuire, et Louis Bourgeois.

## Œuvres
Peu d'œuvres de François Bunel subsistent.
- Dessinateur du modèle du Portrait de Henri IV gravé en 1595[3].
- Procession de la Ligue sur l'île de la Cité, au sortir de Notre-Dame, en 1593[4].